# House of Cards (Britse televisieserie)
House of Cards is een Britse miniserie die in 1990 door de BBC werd uitgezonden. De serie bestaat uit vier afleveringen. Er waren twee vervolgseries: To Play the King (1993) en The Final Cut (1995).
Hoofdpersonage van House of Cards is Francis Urquhart, een Chief Whip voor de Conservatieve Partij, gespeeld door Ian Richardson. Zijn plan is premier van het Verenigd Koninkrijk te worden. De serie is gebaseerd op het boek House of Cards, geschreven door Michael Dobbs.
Ian Richardson won een BAFTA voor beste acteur in 1991, Andrew Davies een Emmy voor beste schrijver. Door de serie heen zijn voortdurend beelden van ratten te zien.

## Samenvatting
Na het aftreden van Margaret Thatcher is Henry Collingridge de nieuwe premier van het Verenigd Koninkrijk geworden: hij is een ietwat kleurloze figuur die een licht progressieve koers wil varen. Hij wint de verkiezingen, maar de Conservative Party heeft zware verliezen geleden. Zijn chief whip, Francis Urquhart, heeft een voorstel voor een kabinetsherschikking waarin hijzelf ook een ministerpost zou krijgen, zoals hem enkele maanden geleden door de premier beloofd was. Collingridge veegt zijn voorstel van tafel en laat alles bij het oude omdat hij, na dit slechte verkiezingsresultaat, stabiliteit wil uitstralen. Urquhart besluit zich te wreken: in zijn functie als vertrouwenspersoon is hij goed op de hoogte van de persoonlijke problemen van de parlementsleden. Allereerst knoopt hij contacten aan met Mattie Storin, politiek journaliste van de conservatieve krant The Chronicle, die in Amerikaanse handen is. Hij gebruikt haar als kanaal om geruchten naar de media te lekken aangaande een op til zijnde uitdaging voor het leiderschap van de partij en verzekert haar dat hijzelf geen enkele ambitie heeft om zich kandidaat te stellen.
Urquhart weet dat Roger O'Neill, de PR consultant van de partij, verslaafd is aan cocaïne en gebruikt dit om hem te chanteren. O'Neill heeft een relatie met zijn assistente Penny, die vroeger een affaire met minister Patrick Woolton heeft gehad. Urquhart dwingt hem, Penny te overhalen nog eens met Woolton te slapen en maakt een geheime geluidsopname van hun rendez-vous in een hotelkamer tijdens de partijconferentie in Brighton. O'Neill moet tevens een geheim rapport van de statistische dienst van de partij voor de deur van Mattie leggen: hieruit blijkt dat de Tories de verkiezingen zullen verliezen indien Collingridge voorzitter blijft. Mattie schrijft er meteen een artikel over, maar haar krant weigert het te publiceren. De baas van The Chronicle is echter eveneens op de conferentie aanwezig en neemt Urquhart mee naar het toilet. Daar praat Urquhart op hem in om Collingridge te laten vallen. Matties artikel wordt alsnog gepubliceerd.
Premier Collingridge heeft een alcoholistische broer, Charles, die niet van de slimsten is. Urquhart vermomt zich als Charles Collingridge en gaat een bankrekening openen met contant geld, waarmee hij meteen aandelen in een farmaceutisch bedrijf koopt waarvan hij weet dat het aanstonds overheidssteun zal ontvangen. Op deze wijze incrimineert hij de broer van de premier wegens handel met voorkennis. Charles moet uit het oog van de media verdwijnen en wordt in een sanatorium in Kent geïnterneerd. In de tussentijd ontstaat, met goedkeuring van Urquharts vrouw Elizabeth, een seksuele relatie tussen Francis en Mattie. Urquhart weet dat Mattie hem blindelings vertrouwt, en zij moedigt hem aan, zich kandidaat voor het partijvoorzitterschap te stellen.
Mattie wil de zaak-Charles Collingridge verder uitspitten en komt de broer van de premier op het spoor. Ze bezoekt hem in het sanatorium en komt tot de conclusie dat Charles gewoonweg te dom en te incompetent is om in aandelen te handelen. Die avond wordt haar auto in de prak geslagen en wordt een baksteen met een dreigbrief door haar raam gegooid. De dader was O'Neill, die in opdracht van Urquhart handelde. Henry Collingridge gaat compleet ten onder in een televisie-interview en kondigt 's anderendaags zijn aftreden als eerste minister aan.
De baas van The Chronicle besluit Urquhart te steunen als kandidaat voor het premierschap, in ruil voor zo veel mogelijk vrijheid voor zijn mediaonderneming. Nu hoeft Urquhart enkel nog zijn rivalen voor het premierschap uit te schakelen. Met Woolton rekent hij eenvoudig af door hem het cassettebandje toe te sturen waarop hij seks met O'Neills assistente Penny heeft. Minister Earle van gezondheid laat hij in een betoging lokken waarop hij per ongeluk een rolstoelgebruiker omverrijdt. Mattie ontmoet Penny discreet aan de oever van de Theems. Ze geeft toe dat O'Neill degene was die haar auto kapotgeslagen heeft, en Mattie vertelt dit aan Urquhart, die haar openbaart dat O'Neill een cocaïneverslaving heeft. Mattie weet dat iemand complotten aan het smeden is, maar dat haar minnaar Urquhart in het centrum van de intriges staat, komt niet bij haar op. Mattie wordt geschorst als politiek verslaggever en krijgt in plaats daarvan een kookrubriek aangeboden, wat haar niet zint. Ze neemt ontslag.
Nu het ernaar uitziet dat Urquhart de nieuwe premier wordt, wil O'Neill een wederdienst van hem. Hij is zwaar depressief omdat Penny hem verlaten heeft. Urquhart nodigt hem uit op zijn landgoed in Hampshire, belooft hem dat hij tot ridder geslagen zal worden en voert hem dronken met whisky. Terwijl hij uitgeteld op de sofa ligt, doorzoekt Urquhart zijn bagage en vermengt zijn cocaïne met rattengif. De volgende ochtend stuurt hij O'Neill onder een voorwendsel naar huis. Onderweg stopt hij aan een wegrestaurant en snuift het vergif in de toiletten.
Mattie bezoekt Penny, die geheel van streek is. Zij herinnert zich een deel van het telefoonnummer van het adres waar O'Neill heen getrokken was en Mattie ontdekt dat Urquharts landgoed slechts acht mijlen verwijderd is van het wegrestaurant waar O'Neills lijk werd aangetroffen. Wat Urquhart niet weet, is dat Mattie stelselmatig al haar conversaties op cassette opneemt. Tijdens het herbeluisteren daagt het haar eindelijk dat Urquhart de spilfiguur achter alle samenzweringen is.
Op de dag waarop Urquhart als overwinnaar uit de bus komt, bezoekt Mattie hem op het dakterras van het parlement. Ze vraagt hem of hij de moordenaar van O'Neill is. Hij bevestigt en duwt haar van het dak af. Urquhart trekt in een limousine naar Buckingham Palace om zijn nieuwe regering aan de koningin voor te stellen.

## Rolverdeling
| Acteur             | Personage          |
| ------------------ | ------------------ |
| Ian Richardson     | Francis Urquhart   |
| Susannah Harker    | Mattie Storin      |
| Miles Anderson     | Roger O'Neill      |
| Alphonsia Emmanuel | Penny Guy          |
| Malcolm Tierney    | Patrick Woolton    |
| Diane Fletcher     | Elizabeth Urquhart |
| Colin Jeavons      | Tim Stamper        |
| Damien Thomas      | Michael Samuels    |
| William Chubb      | John Krajewski     |
| Kenneth Gilbert    | Harold Earle       |

## Remake
In 2013 maakte de streamingdienst Netflix een Amerikaanse versie van de reeks met Kevin Spacey in de hoofdrol. De serie heet eveneens House of Cards. Deze serie heeft in tegenstelling tot de Britse versie 13 afleveringen per seizoen in plaats van vier.